# Танковый проезд
Та́нковый прое́зд — проезд, расположенный в Юго-Восточном административном округе города Москвы на территории района Лефортово.

## История
Проезд был образован и получил своё название 30 ноября 1928 года по танковой части, размещавшейся в 1920-х годах в казармах на этом проезде.

## Расположение
Танковый проезд проходит от Красноказарменной площади на юго-восток до площади Проломная Застава. У юго-восточного конца проезда, на площади Проломная Застава, к которой примыкают улица Золоторожский Вал (с юго-запада), 1-й Краснокурсантский проезд (с северо-востока) и проезд Завода Серп и Молот (с юго-востока), начинаются тоннель мелкого заложения (проходит под Танковым проездом) и Лефортовский тоннель Третьего транспортного кольца, организованы съезды и выезды на кольцо. У северо-западного конца проезда, на Красноказарменной площади, к которой примыкают Волочаевская улица, Слободской переулок (с юго-запада) и Красноказарменная набережная (с северо-запада), тоннель мелкого заложения выходит на поверхность, организована транспортная развязка. Нумерация домов начинается от Красноказарменной площади.

## Примечательные здания и сооружения
По нечётной стороне:
По чётной стороне:
- Жилой городок Военного университета (нумерация корпусов — по Волочаевской улице);
- № 6 — средняя школа № 1321 «Ковчег». Здание построено в 1936 году по типовому проекту архитекторов В. В. Калинина и В. Б. Вольфензона[4].

## Транспорт

### Наземный транспорт
По Танковому проезду не проходят маршруты наземного общественного транспорта. У северо-западного конца проезда, на Красноказарменной площади, расположена остановка «Красноказарменная площадь» автобусов № 125, 730, трамваев № 20, 43, 45.

### Метро
- Станции метро «Лефортово» Некрасовской линии — северо-восточнее проезда, на пересечении Солдатской и Наличной улиц
- Станции метро «Площадь Ильича» Калининской линии и «Римская» Люблинско-Дмитровской линии (соединены переходом) — юго-западнее проезда, на площади Рогожская Застава

### Железнодорожный транспорт
- Платформа «Серп и Молот» Горьковского направления МЖД — юго-западнее проезда, на пересечении улицы Золоторожский Вал и Среднего Золоторожского переулка